# Gargina thyesta
Gargina thyesta is een vlinder uit de familie van de Lycaenidae. De wetenschappelijke naam van de soort werd als Thecla thyesta in 1869 gepubliceerd door William Chapman Hewitson.